# Meilyr Brydydd
Meilyr Brydydd (fl. 1081 - 1137) est le premier en date des Beirdd y Tywysogion gallois (bardes de la cour des rois gallois) connu aujourd'hui. Vraisemblablement il est né au manoir de Trefeilyr, sur l'île d'Anglesey. Son renom repose sur une chanson en honneur de Gruffudd ap Cynan (c.1055 - 1137), roi du royaume de Gwynedd et deux autres textes, les seules parmi ses chansons qui demeurent aujourd'hui.

## Généalogie
Meilyr est le père du barde Gwalchmai ap Meilyr et grand-père de Meilyr ap Gwalchmai, Einion ap Gwalchmai et, vraisemblablement, Elidir Sais. Sa femme était Tandreg ferch Rhys ap Seisyllt, autrement inconnue. Il se peut que Mabon ap Iarddur ap Mor ap Tegerin ap Aeddan soit le père de Meilyr; cet Aeddan descend de Cunedda Wledig, fondateur du royaume de Gwynedd au commencement du Ve siècle. Ainsi Meilyr Brydydd était barde de haut lignage et personne de conséquence dans le royaume.

## Ses œuvres
Trois chansons seules restent. Une awdl (ode) élégiaque sur la mort de son protecteur Gruffudd ap Cynan  en 1137 qui contient des lignes très intenses sur les batailles du roi contre les Normands. Il y a aussi une marwnad (genre de poésie galloise; vers fait juste avant de mourir), et des vers prophétiques (provenance contestée).